# Hjørring Amt

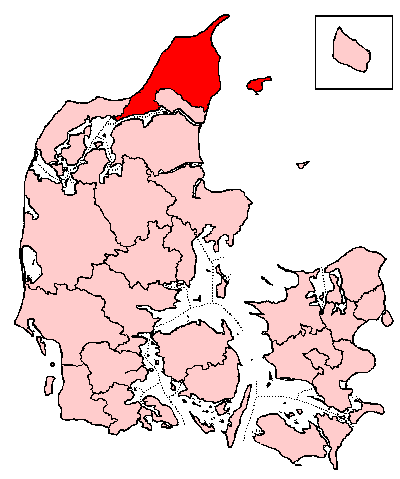
Lage des Hjørring Amt in Dänemark

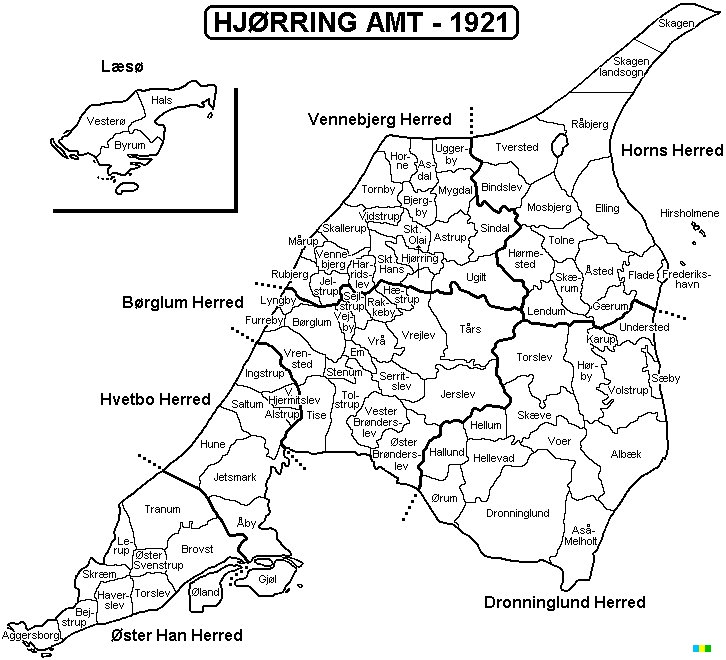
Hjørring Amt

Hjørring Amt (benannt nach der Stadt Hjørring) war von 1793 bis zur dänischen Kommunalreform zum 1. April 1970 eines der damaligen Ämter in Dänemark, danach wurde es mit dem Aalborg Amt und sieben Kirchspielen des Vester Han Herred im äußersten Nordosten des Thisted Amtes zum Nordjyllands Amt zusammengeschlossen.
Hjørring Amt bestand aus sieben Harden (dänisch: Herred):
- Børglum Herred
- Dronninglund Herred
- Horns Herred
- Hvetbo Herred
- Læsø Herred
- Vennebjerg Herred
- Øster Han Herred

Im Amt lagen folgende Städte (dänisch: Købstad):
- Hjørring
- Brønderslev
- Sæby
- Frederikshavn
- Skagen